# Campeonato Oceânico de Basquetebol de 2015
O FIBA Campeonato Oceânico de Basquetebol de 2015 será a vigésima terceira edição do evento organizado pela FIBA Oceania. sucursal regional da FIBA, que apura além do campeão oceânico de basquetebol, também serve como classificatório para o basquetebol nos Jogos Olímpicos de Verão de 2016 conferindo a vaga direta para o campeão e vaga para o Pré-Olímpico Mundial de Basquetebol de 2016 com datas e locais a definir.
O evento contará com seus habituais concorrentes, Austrália (Boomers) e Nova Zelândia (Tall Blacks), com jogo de ida e volta em Melbourne e Wellington onde o campeão será declarado o vencedor com placar agregado.

## Sedes
| Melbourne          | MelbourneCampeonato Oceânico de Basquetebol de 2015 (Austrália) | WellingtonCampeonato Oceânico de Basquetebol de 2015 (Nova Zelândia) | Wellington        |
| Rod Laver Arena    | MelbourneCampeonato Oceânico de Basquetebol de 2015 (Austrália) | WellingtonCampeonato Oceânico de Basquetebol de 2015 (Nova Zelândia) | TSB Arena         |
|                    | MelbourneCampeonato Oceânico de Basquetebol de 2015 (Austrália) | WellingtonCampeonato Oceânico de Basquetebol de 2015 (Nova Zelândia) |                   |
| Capacidade: 14.820 | MelbourneCampeonato Oceânico de Basquetebol de 2015 (Austrália) | WellingtonCampeonato Oceânico de Basquetebol de 2015 (Nova Zelândia) | Capacidade: 5.655 |

## Resultado
| Equipe 1  | Total       | Equipe 2      | 1.º jogo     | 2.º jogo     |
| --------- | ----------- | ------------- | ------------ | ------------ |
| Austrália | 160 vs. 138 | Nova Zelândia | 15 de Agosto | 18 de Agosto |

### Jogo 1
(UTC+10)
| 15 de agosto 20:30 | Relatório | Austrália                                                                            | 71–59 | Nova Zelândia                                                   |  | Rod Laver Arena, Melbourne Público: 15.062 Árbitros: CAN Canadá S. Seibel AUS Austrália M. Aylen NZL Nova Zelândia T. Brown | Nine Network |
| 15 de agosto 20:30 | Relatório | Placar por quarto: 12-16, 22-10, 15-18, 22-15                                        |       |                                                                 |  | Rod Laver Arena, Melbourne Público: 15.062 Árbitros: CAN Canadá S. Seibel AUS Austrália M. Aylen NZL Nova Zelândia T. Brown | Nine Network |
| 15 de agosto 20:30 | Relatório | Pts: P. Mills e D. Andersen 17 Rbts: R. Broekhoff 7 Asts: M.Dellavedova e P. Mills 4 |       | Pts: T. Webster 22 Rbts: I. Fotu 10 Asts: M. Vukona e I. Fotu 3 |  | Rod Laver Arena, Melbourne Público: 15.062 Árbitros: CAN Canadá S. Seibel AUS Austrália M. Aylen NZL Nova Zelândia T. Brown | Nine Network |

### Jogo 2
(UTC+12).
| 18 de agosto | Relatório | Nova Zelândia                                          | 79–89 | Austrália                                                       |  | TSB Arena, Wellington Árbitros: CAN Canadá S. Seibel AUS Austrália M. Aylen NZL Nova Zelândia T. Brown | Nine Network |
| 18 de agosto | Relatório | Placar por quarto: 14-21, 19-19, 20-26, 26-23          |       |                                                                 |  | TSB Arena, Wellington Árbitros: CAN Canadá S. Seibel AUS Austrália M. Aylen NZL Nova Zelândia T. Brown | Nine Network |
| 18 de agosto | Relatório | Pts: C. Webster 16 Rbts: M. Vukona 8 Asts: M. Vukona 3 |       | Pts: M. Dellavedova 14 Rbts: A. Bogut 10 Asts: M. Dellavedova 5 |  | TSB Arena, Wellington Árbitros: CAN Canadá S. Seibel AUS Austrália M. Aylen NZL Nova Zelândia T. Brown | Nine Network |

## Campeões
| Campeonato Oceânico de Basquetebol de 2015 Campeões |
| --------------------------------------------------- |
| Austrália 19º Título                                |